# Emil Grünzweig
Emil Grünzweig (în ebraică אמיל גרינצוויג); n. 1 decembrie 1947, Cluj, România – d. 10 februarie 1983, Ierusalim, Israel) a fost un profesor de liceu de matematică israelian originar din România, activist în organizația de stânga „Pace Acum” (în ebraică שלום עכשיו - "Shalom Ahshav" care a militat lungă vreme pentru accelerarea negocierilor cu arabii palestineni și cu țările arabe de pe o poziție care prevede un compromis teritorial substanțial. Grünzweig, ofițer în rezervă, care a luptat în războiul din Liban, fost asasinat într-un atentat al unui contra-demonstrant de extremă dreapta, Yona Avrushmi, în timp ce participa la Ierusalim o demonstrație antiguvernamentală care cerea aplicarea concluziilor din februarie 1983 ale Comisiei de anchetă Kahan, care a investigat împrejurările masacrului de civili palestinieni de către forțe falangiste libaneze în tabărele de refugiați Sabra și Shatila de lângă Beirut.  
Ulterior, ca urmare a criticii de către comisia Kahan, ministrul apărării Ariel Sharon a fost nevoit să renunțe la acest portofoliu.  

## Biografie
Emil Grünzweig s-a născut la 1 decembrie 1947 la Cluj, în România, într-o familie de evrei.
Mama sa, Olga, a fost o supraviețuitoare a lagărului de exterminare de la Auschwitz.
Familia, compusă din părinții Olga și Samuel (Shmuel) și fratele Eliezer  au emigrat din România în Franța și în Brazilia. În vara anului 1963, după decesul tatălui său în Franța, în drum spre Israel, Emil și restul familiei au ajuns în statul evreiesc și s-au stabilit la Haifa. El a continuat studiile liceale la Școala Reală din Haifa, iar în 1965 s-a înrolat într-o unitate militară  agricolă (de tip Nahal = Tineretul Pioner Combatant) cu baza în kibuțul Revivim în deșertul Negev. Ca parașutist în serviciul militar regulat, și apoi ca rezervist, a luat parte la Războiul de Șase Zile din iunie 1967, la Războiul de Uzură din 1967 - 1970, la
Războiul de Yom Kippur din octombrie 1973 și la Războiul din Liban din 1982.
Dupa terminarea serviciului militar regulat, Emil Grünzweig a devenit membru al kibuțului Revivim și și-a întemeiat acolo o familie. A lucrat mai ales în horticultură și a studiat matematica și filosofia la Universitatea Ebraică din Ierusalim. Ulterior, ca profesor de matematică la școala regională Maaleh Bessor din kibuțul vecin Maggen (Maghen) și ca responsabil cu activitățile sociale, a investit mult timp și energie în munca educativă și socială cu tineri elevi veniți din kibuțurile din jur. După 1973 a organizat cu elevii
jocuri de simulație de negocieri în subiecte conflictuale - ca de pildă în domeniul litigiului israelo-arab, în domeniul relațiilor de muncă în porturi și al relațiilor dintre sindicate, guvern și patronat, al relațiilor dintre cultele religioase și stat în Israel etc. Ulterior a plecat la Ierusalim pentru a-și pregăti teza de master la universitate și a lucrat în proiecte pedagogice în cadrul Institutului Van Leer. În această din urmă ocupație, a organizat tabere de vară comune pentru tinerii evrei și arabi cu scopul promovării înțelegerii dintre cele două popoare.

## Atentatul politic în care și-a găsit moartea
La 7 februarie 1983 comisia guvernamentală condusă de judecătorul Kahan a publicat concluziile foarte critice în legătură  cu reponsabilitatea indirectă a unor factori conducători din armata israeliană și guvernul israelian  - mai ales șeful statului major al  armatei Rafael Eitan și ministrul apărării Ariel  Sharon -, dar și, în măsură mai mică, primul ministru Beghin, ministrul de externe Shamir etc) în legătură cu masacrul de arabi palestinieni de către membrii  Falangelor libaneze (partid și formație paramilitară  naționalistă  a arabilor creștini maroniți) în taberele de refugiați Sabra și Shatila în 1982 în  timpul prezenței armatei israeliene la Beirut în Liban. Masacrul fusese pornit de maroniți, în acel moment aliați ai Israelului, ca reacție la asasinarea președintelui ales al Libanului, liderul falangist Bashir Jemayel.
Mișcarea Shalom Ahshav a organizat în zilele următoare o demonstrație de protest ce urma să se încheie în fața domiciliului  primului ministru israelian Menachem Beghin. Demonstranții, între care se numărau și mulți rezerviști care s-au întors din războiul din Liban, cereau in primul rând demisia ministrului apărării Ariel Sharon.  
În ziua demonstrației, la 10 februarie 1983 un extremist de dreapta, Yona Avrushmi, a aruncat o grenadă de mână în grupul de demonstranți ai mișcării Pacea Acum (Shalom Ahshav). În urma exploziei a fost ucis Emil Grünzweig, iar alți 9  manifestanți au fost răniți, între care viitorul politician din Partidul Muncii, Avraham  Burg.
După cum observă istoricul Anita Shapira, "aceasta a fost prima dată în Statul Israel când un evreu a ucis un alt evreu din cauza convingerilor sale politice. A fost un moment sumbru pentru democrația israeliană"
Avrushmi a fost găsit vinovat de asasinat și condamnat la 27 ani închisoare. În anul 2005 i s-a respins cererea de eliberare anticipată pentru bună purtare; a fost eliberat în anul 2011.

## In memoriam

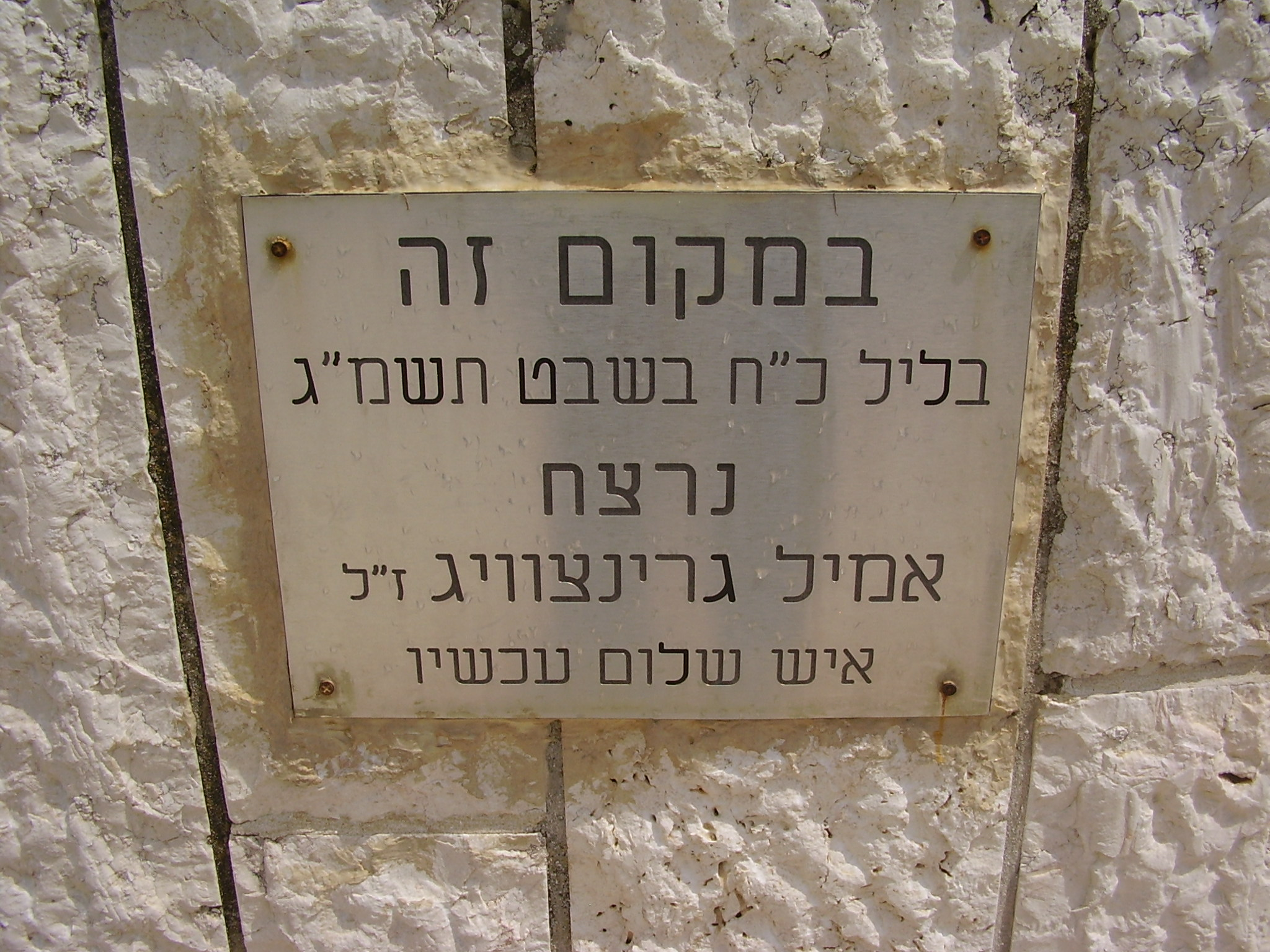
Placa memorială pe locul atentatului în care a fost omorât la 10 februarie 1983 Emil Grünzweig, la Ierusalim, lângă clădirea Băncii Israelului, vizavi de Oficiul Primului Ministru

- 1983 Premiul pentru drepturile omului, creat în anul 1981, a fost denumit în memoria sa - Emil Grünzweig

## Legături externe
- Emil Grünzweig In Memoriam - pe situl Institutului israelian Adam pentru democrație și pace
- Thousands attend Israeli's Funeral, New York Times 12 februarie 1983
- despre eliberarea lui Yona Avrushmi din inchisoare, Ynet news